# Brabant-sur-Meuse
Brabant-sur-Meuse ist eine französische Gemeinde mit 117 Einwohnern (Stand: 1. Januar 2022) im Département Meuse in der Region Grand Est (vor 2016: Lothringen). Die Gemeinde gehört zum Arrondissement Verdun, zum Kanton Clermont-en-Argonne und zum Gemeindeverband Argonne-Meuse. 

## Geographie
Brabant-sur-Meuse liegt etwa 19 Kilometer nordnordwestlich von Verdun an der Maas.
Umgeben wird Brabant-sur-Meuse von den Nachbargemeinden Consenvoye im Nordwesten und Norden, Moirey-Flabas-Crépion im Nordosten und Osten, Haumont-près-Samogneux im Osten, Samogneux und Regnéville-sur-Meuse im Süden sowie Forges-sur-Meuse im Südwesten und Westen.

## Bevölkerungsentwicklung
| Jahr                       | 1962 | 1968 | 1975 | 1982 | 1990 | 1999 | 2006 | 2011 | 2019 |
| Einwohner                  | 88   | 90   | 72   | 75   | 74   | 90   | 117  | 134  | 120  |
| Quellen: Cassini und INSEE |      |      |      |      |      |      |      |      |      |

## Sehenswürdigkeiten
- Kirche Saint-Julien